# Dugesia tiberiensis
Dugesia tiberiensis és una espècie de triclàdide dugèsid que habita a l'aigua dolça i salabrosa d'Israel.
Com que l'espècie va ser descrita a partir d'espècimens que no presentaven sistema reproductor, es considera species inquirenda.

## Morfologia
Els espècimens de D. tiberiensis mesuren entre 2,4 i 5,7 mm de longitud i entre 0,5 i 1,3 mm d'amplada. El color de la superfície dorsal és apagat, més aviat de color marró fosc uniformement distribuït. La superfície ventral és més pàl·lida que la dorsal, tot i que no hi ha gaire diferència. En alguns casos el color és similar en ambdós costats.
El cap presenta aurícules pronunciades a cada costat que li confereixen una forma triangular amb l'extrem anterior esmussat. La regió del coll queda ben marcada. Els espècimens més joves presenten una forma del cap més arrodonida, semicircular.

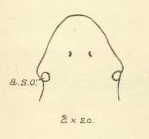
Cap de D. tiberiensis en el que s'aprecien els dos ulls al mig i els òrgans sensorials de les aurícules encerclats (a.s.o).

Els ulls estan situats anteriorment al cos, sobre el cap. Es troben separats per una distància una mica inferior a la respectiva als marges del cap. Tenen forma reniforme i no presenten una àrea sense pigment al voltant.
En la majoria d'espècimens els òrgans sensorials de les aurícules no es veuen a ull nu. Al fer seccions dels individus sí que es poden apreciar, formant estructures en forma de pegats dorsolaterals les cèl·lules epidèrmiques de les quals no presenten rabdites i estan aprovisionades amb cilis. A sota d'aquests òrgans hi ha una massa nerviosa que està suplida per un nervi que prové directament del cervell. Aquesta àrea sensorial fa aproximadament 0,1 mm de diàmetre i és més o menys circular. Els òrgans sensorials es troben darrere les aurícules, al començament del coll.
El cos s'estreta ràpidament a l'extrem posterior. En alguns espècimens s'ha trobat bifurcació de la regió caudal.
La faringe normalment es troba a la meitat del cos, tot i que la posició pot variar considerablement. Això es podria explicar si l'animal es reprodueix per fissió transversal. Com els espècimens de D. tiberiensis no presenten òrgan copulador, l'única obertura del cos és la de la boca.
L'intestí, amb tres branques principals, en alguns casos està generosament embrancat, en altres casos les branques de l'intestí no són tan amples i formen un sistema de ramificació delicada.

## Distribució
Els espècimens originals a partir dels quals es va descriure D. tiberiensis van ser collits de tres localitats properes al llac de Tiberíades, Israel. Aquestes són un petit rierol salobre que corre cap al llac Tiberíades a prop de Magdala, un altre rierol que també desemboca al llac Tiberíades i passa per Magdala mateix, i una bassa a prop d'Ain-et-Tineh. En aquesta última localitat els exemplars van ser trobats sota de pedres.